# トクカン
トクカン（モンゴル語: Tuquqan、生没年不詳）は、チンギス・カンの孫のバトゥの息子で、モンゴル帝国の皇族。ペルシア語による表記は توقوقان（Tūqūqān）。
トクカン自身はカン（君主）にならなかったが、トクカンの家系はジョチ家の正嫡とされ、子孫の多くがジョチ・ウルス当主になったことで知られる。

## 概要
『集史』「ジョチ・ハン紀」によるとトクカンはバトゥの4人の息子の内の次男で、兄にサルタク、弟にエブゲン、ウラクチらがいたという。
トクカンの事蹟についてはほとんど記録がないが、特筆されるのはオイラト部クドカ・ベキ家と密接な婚姻関係を結んだことである。最初期のモンゴル帝国ではチンギス・カンの正后ボルテの属するコンギラト部が姻族として最も有力であったが、トクカンの父のバトゥの後ろ盾の下モンケ・カアンが第4代皇帝に即位した頃から、オイラト部が姻族として重要視されるようになった。バトゥ自身もクドカ・ベキの子のトレルチの娘のクチュ・ハトゥンを娶り、そのお返しとして自分の姉妹であるコルイ・エゲチをトレルチの兄弟のイナルチに嫁がせた。
『集史』「オイラト部族志」によるとクドカ・ベキ家のトレルチの子のブカ・テムルには1男2女がおり、娘の一人のオルジェイ・ハトゥンはトルイ家のフレグに嫁ぎ、もう一人の娘はトクカンに嫁いだとされる。『集史』「ジョチ・ハン紀」にはブカ・テムルの娘のクチュ・ハトゥンから産まれた2人の息子こそがジョチ・ウルス当主となったモンケ・テムルとトデ・モンケであるとされ、オイラト出身のクチュ・ハトゥンがトクカンにとって正后であったことが窺える。
トクカンには5人の息子がいたとされ、先述したモンケ・テムル（次男）とトデ・モンケ（三男）の他に、ダルブ（長男）、エブゲン（四男）がいたとされるが、ダルブの子のトレ・ブカがジョチ家当主になったことを除けば特筆すべき事蹟はない。一方、モンケ・テムルの家系はジョチ家全体の正嫡と見なされ、これ以後基本的にジョチ家当主はトクカン-モンケ・テムルの家系から輩出されるようになった。

## バトゥ家
- ジョチ太子(Jöči ＞朮赤/zhúchì,جوچى خان/jūchī khān)
  - 1サイン・カン/バトゥ大王(Batu ＞抜都/bádōu,باتو/bātū)
    - 2サルタク大王(Sartaq ＞撒里答/sālǐdā,سرتاق/sartāq)
    - トクカン(Tuquqan ＞توقوقان/tūqūqān)
      - ダルブ(Darbu ＞داربو/dārbū)
        - 7トレ・ブカ(Töle buqa ＞تولا بوقا/tūlā būqā)
        - 7-2ゴンチェク(Könček ＞كونجك/kūnjak)

      - 5モンケ・テムル王(Möngke temür ＞忙哥帖木児/mánggē tièmùér,مونككه تيمور/mūnkka tīmūr)
        - 7-3アルグイ(Alγuy ＞الغوى/ālghūī)
        - 8トクタ(Toqta ＞脱脱/tuōtuō,توقتا/tūqtā)
        - 7-4トグリルチャ(Toγrilča ＞طغریلجه/ṭughurīlja)
          - 9ウズベク(Özbeg ＞月即別/yuèjíbié,اوزبك/ūzbīk)
            - 10ティーニー・ベク(Tini beg ＞تينى بيك/tīnī bīk)
            - 11ジャーニー・ベク(Jani beg ＞札尼別/zháníbié,جانى بيك/jānī bīk)
              - 12ベルディ・ベク(Berdi beg ＞بيردى بيك/bīrdī bīk)

      - 6トデ・モンケ王(Töde möngke ＞脱脱蒙哥/tuōtuō ménggē,تودا مونككه/tūdā mūnkka)

    - エブゲン(Ebügen ＞ابوكان/abūkān)
    - 3ウラクチ(Ulaqči ＞اولاقچى/ūlāqchī)

  - 4西方諸王ベルケ(Berke ＞別児哥/biéérgē,بركاى/barkāy)